# Alessandro Panichi
Alessandro Panichi (Ascoli Piceno, 7 agosto 1923 – Colle San Marco, 3 ottobre 1943) è stato un partigiano italiano.
Medaglia d'oro al valor militare alla memoria.

## Biografia
Studente, subito dopo l'8 settembre 1943, il ragazzo entrò nelle file della Resistenza ascolana. Raggiunta una delle "Bande Patrioti Ascolani Colle San Marco" Panichi partecipò con molto coraggio a numerose azioni. Cadde in località "Rocce Rosse" di Colle San Marco, come è ricordato nella motivazione della MOVM alla memoria.